# Oswald Mosley
Oswald Ernald Mosley, 6th Baronet of Ancoats, född 16 november 1896 i London, död 3 december 1980 i Orsay utanför Paris, var en brittisk fascistisk politiker. Mosley var först parlamentsledamot för konservativa partiet, sedan för Labour och blev sedan fascist. Mosley ledde British Union of Fascists (BUF) mellan 1932 och 1940, därefter ledde han Union Movement 1948-80. Han var också sjätte baronet av en titel som instiftades 1720.

## Karriär
Mosley valdes 1918 in i det brittiska underhuset för det konservativa partiets räkning. Han blev senare en oberoende parlamentsledamot för att därefter gå över till Labourpartiet och innehade en post i regeringen för Labour mellan 1929-30. 1931 försökte Mosley grunda ett nytt socialistiskt parti, men lyckades inte väljas in till parlamentet. 1932 grundade han British Union of Fascists (BUF), som skapade viss uppståndelse bland annat med stöd av tidningsutgivaren den dåvarande Viscount Rothermere, Harold Sidney Harmsworth. 1936 bytte partiet namn till The Brittish Union of Fascists and National Socialists.  De betraktade sig själva som revolutionära patrioter. Mosley påpekade: ”Vi har ingen plats för dem som har försökt göra fascismen till reaktionens lakej. I verkligheten är fascismen den största konstruktiva och revolutionära idériktningen i världen. Dess mål är revolutionärt och ingenting annat.” 
1920 gifte han sig med Lady Cynthia Curzon (kallad 'Cimmie'), andra dotter till George Nathaniel Curzon, vicekung av Indien och Lord Curzons första fru, amerikanska företagsarvtagerskan Mary född Leiter. Lord Curzon behövde bli övertalad om att Mosley var en lämplig make, eftersom han misstänkte att Mosley i första hand ville komma upp sig och få tillgång till sin hustrus arv. Bröllopet var en uppmärksammad händelse som bevistades av många europeiska kungligheter.

## Internering
Den 23 maj 1940 blev Mosley och de flesta andra aktiva fascisterna i Storbritannien internerad och BUF blev senare förbjudet. Diana Mosley internerades också kort efter att deras son Max föddes, och de bodde tillsammans under större delen av kriget i ett hus inom Holloway prison. Mosley använde fängelsetiden till att läsa mycket om gamla civilisationer. Paret släpptes 1943 när Mosley led av åderinflammation och tillbringade resten av kriget i husarrest.

## Efterkrigstiden
Efter kriget blev Mosley kontaktad av sina tidigare anhängare och övertalad att återkomma till det politiska livet. Han bildade Union Movement som förespråkade en enda nationalstat för världsdelen Europa. Detta har senare använts som argument av motståndare till Storbritanniens medlemskap i EU som bevis för att ett enat Europa först förespråkades av fascister, men akademiska studier av fascismen ser det allmänt som en utveckling av några av strömningarna i europeisk fascism före kriget och inte som kopplat till bildandet av Europeiska kol- och stålgemenskapen. 
Unionsrörelsens möten blev ofta störda liksom Mosleys möten före kriget, ofta av samma motståndare. På grund av detta beslöt Mosley 1951 att lämna England och flytta till Irland. Senare flyttade han till Paris. 
Mosley återvände ett kort tag till Storbritannien för att delta i valet 1959 i valkretsen North Kensington, kort efter rasupploppen i Notting Hill 1958. För första gången började oro över invandring göra sig bemärkt och Mosley använde detta i valrörelsen. När Mosley upptäckte att hans röstetal var mindre än han förväntat sig vidtog han juridiska åtgärder och hävdade att valet hade varit uppgjort. Han misslyckades i detta. Han återvände en sista gång för att kandidera i valet 1966, innan han skrev sin självbiografi My Life (1968) och drog sig tillbaka. 1977 nominerades han till posten som Lord Rector för Glasgows universitet. Han fick över 100 röster men kom sist.
Mosley fick tre barn med Cimmie, däribland Nicholas Mosley som har skrivit en biografi om sin far. Med Diana Mitford fick han två söner, däribland Max Mosley som är ordförande för Fédération Internationale de l'Automobile. Mosley var känd för att ha många kärleksaffärer.